# Rose rosse per una squillo
Rose rosse per una squillo è un film del 1993 diretto da Pino Buricchi (con il nome di Albert Barney) e, non accreditato, Bruno Gaburro. La maggior parte delle scene del film sono tratte dai film La Bonne di Salvatore Samperi del 1986 e Spogliando Valeria dello stesso Gaburro.

## Produzione
Le riprese della villa di Helen (Dalila Di Lazzaro) sono state effettuate presso Villa Vigna Murata a Roma.